# Español dominicano

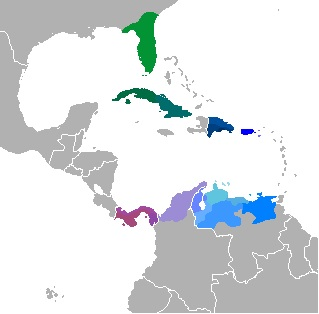
Variedades del español del Caribe.

El español dominicano (es-DO) es la variedad del idioma castellano hablado en la República Dominicana, que, al igual que el resto de variaciones del español en el mar Caribe, se distingue por una fonética muy semejante a la del dialecto andaluz. Este tiene ciertas distinciones según los grupos socioculturales del país.
Se caracteriza principalmente por el uso de algunos elementos antiguos y el apego a las formas tradicionales, lo cual se manifiesta en la conservación de palabras poco usadas en otros lugares, como guapo (‘enojado’), dilatarse (‘demorarse’), bregar (‘ejecutar una tarea’), musaraña (‘gesticulación burlesca’), prieto (‘persona de tono de piel oscura’). Asimismo es una tendencia la reducción fonética en la cual es frecuente eliminar la /s/ al final de las sílabas y las palabras, un ejemplo de esto es decir ete en vez este y má en vez de más.
Tiene sus raíces principales, igual que en toda el área del Caribe, en los dialectos de las regiones españolas de Andalucía y Canarias. Aunque posee influencia africana e indígena en su vocabulario, la presencia africana en el léxico es menor a la indígena, y esta última a su vez es insignificante en la pronunciación y en las estructuras morfosintácticas del dialecto.

## Historia
El dialecto dominicano en general es uno de los llamados de tierras bajas y por tanto tiene muchas similitudes con los dialectos andaluces occidentales. Esto se debe a que la mayor parte de los españoles que viajaban de España hacia América partían de Sevilla u otros puertos andaluces y fue precisamente en la zona del mar Caribe donde estos se asentaron por primera vez en América durante el primer viaje de Cristóbal Colón, con la creación del fuerte La Navidad y posteriormente con su segundo viaje donde trae a Santo Domingo mil quinientas personas de diferentes clases sociales y profesiones.
El dialecto dominicano es también el primer dialecto del español desarrollado en el Nuevo Mundo, pues en la antigua capitanía española de Santo Domingo (actual República Dominicana) surgieron los primeros textos de literatura del español en América.
Se afirma, según consigna Pedro Henríquez Ureña en su obra El Español en Santo Domingo, escrita entre 1935 y 1961, que: 

la Española fue en América el campo de aclimatación donde empezó la lengua castellana a acomodarse a las nuevas necesidades...

 Sin embargo, se conservan apenas algunas palabras con las cuales los nativos designaban algunos objetos, plantas y frutos desconocidos por los españoles y que éstos asimilaron, enriqueciendo el castellano. Entre estas palabras pueden señalarse: ají, arcabuco, batata, bejuco, bija, cabuya, ceiba, eurí, guama, sabana, yuca, barbacoa, guazábara, hamaca, macana, anón, caimito, caguasa, corozo, guanábana, guayaba, hobo o jobo, lerén o lirán, mamei, mamón, maní, papaya (lechosa), jagua. No se tiene precisión sobre a partir de cuándo puede hablarse de un español dominicano propiamente dicho, pero, obviamente, los colonizadores ibéricos que se establecieron en la isla y asimilaron palabras de las lenguas locales fueron los que iniciaron el proceso de reacción del dialecto dominicano. Con el paso del tiempo por evolución natural, adecuación idiomática, influencias del español de otros países y de otras lenguas, se ha constituido lo que se conoce como el español dominicano y que Carlisle González Tapia define como: 

La modalidad dialectal del español general que se habla en la República Dominicana y que presenta características particulares en el orden fonético, en las construcciones morfosintácticas y en el vocabulario y los distintos significados de los vocablos, con relación a los demás dialectos del español general.

Dentro del español dominicano también existen exotismos provendría de lenguas africanas, denominados africanismos, como la palabra cachimbo; estos fueron traídos a América después de la extinción de los taínos. Sin embargo, al igual que los pocos taínos que quedaron en la isla, los esclavos africanos que llegaron dejaron sus huellas en el local español dominicano.

## Sociolingüística

### Geolectos y sociolectos
Tradicionalmente se habla de tres regiones geográficas con diferencia de pronunciación (aunque académicamente esto nunca ha sido estudiado ni demostrado que efectivamente sean tres y no cuatro o cinco), que son la del sur, la del norte (Cibao), la del este y Santo Domingo, que está en el centro del sur y del este (la pronunciación en el este es más neutra). También la tendencia es de acortar palabras y unirlas.  
1. El habla del Valle de la Vega Real o del Cibao (en las ciudades de Santiago, La Vega, San Francisco de Macorís y Moca), incluyendo la precordillera santiagueña, está basada en el dialecto canario, aunque tiene una notable influencia gallega que se destaca por ciertos arcaísmos y la transformación de la 'l' (o inclusive 'r') al final de una sílaba en 'i' o 'y vocálica' (general → generai; caminar → caminai; mal/mar → mai), o palabras originadas en este idioma, como por ejemplo pai (español estándar: padre; gallego: pai);[12] su entonación se asemeja a aquella del Oriente cubano. No obstante debido a la influencia de medios de comunicación capitalinos y a la instrucción pública que condena el empleo y califica de inculto dichas manifestaciones regionales, se aprecia una notable reducción en su empleo y aceptación. Ejemplo del habla rural: «Ya vide lo que hiciste con lo que truje de la capitay» (Ya vi lo que hiciste con lo que traje de la capital); «¿Es a menester?» (¿Es obligatorio?); «¡Aguaita!» (¡Escucha!).
2. En la región Sur (donde están localizadas las ciudades de Azua, Barahona, entre otras) es notable el rotacismo y la pronunciación explosiva de la 'r' al final de una sílaba: caminar → caminarrr (vámonos para el pueblo = vámono parr pueblo). Con menos frecuencia se puede escuchar un cambio de la "o" por la "u" (vámonos = vámunu).
3. En la región Este y Santo Domingo (ciudad capital) predomina la "l" (caminar = caminal); algunos hablantes tienden a suprimir la R al final de sílabas por completo (Caminar= caminá) y se acortan mucho más las palabras y se puede suprimir la "s" o aspirarlas (vamos a ver = vamuavé). También es común fusionar palabras, dando lugar al fenómeno conocido como sinalefa: (los ojos → losojo). La muletilla «vaina» es muy usada en esta región con el significado de «cosa». Otro fenómeno que es común en el Este, pero en zonas específicas (principalmente en las zonas rurales de San Pedro de Macorís), es la pronunciación bilabial de 'b', aún entre vocales, por ejemplo la 'b' en 'lobo' sería pronunciada más fuerte [lobo], como en la pronunciación de la 'b' al inicio de las palabras en castellano.

A pesar de las diferencias regionales de los dialectos (geolectos), el español dominicano también tiene sociolectos, es decir que existe una diferencia de dialecto entre clases sociales. Se dice[¿quién?] que la sintaxis y la morfología del español dominicano tienen gran influencia africana, con una diferenciación entre las clases cultas y no cultas. A pesar de haber varias diferencias en los distintos dialectos del español dominicano, este posee características específicas como el yeísmo, el seseo y la ausencia completa del voseo.
En el occidente del Distrito Nacional, zona predominantemente de clases media y alta, la entonación presenta cierta similitud con zonas de Colombia.

### El habla culta
El habla culta tiene algunos rasgos específicos que a pesar de no ser prescriptivamente correctos son más aceptables. Por ejemplo algunos de los fenómenos son los siguientes:
- Reducción de nasales finales a n velar (con nasalización la vocal): corazóng [koɾaˈsõŋ], accióng [aˈs(ː)jõŋ], perdicióng [perɾð̞iˈsjõŋ].
- Africación de la y
- Aspiración de la /-s/ final: vamoj, ¿cómo ejtaj? Archivo de audio "ˈkomo.ehˈtah]" no encontrado
- Lambdacismo y rotacismo (incluso en la clase culta, aunque es menos frecuente)
- Se adopta la /k/ como implosiva: octener, ocservación en lugar de obtener, observación.
- Sonorización o ensordecimiento de una consonante por influencia con la siguiente: admósfera, optener (estándar atmósfera, obtener).

Aunque no se utilice, en la docencia cuando se enseña la lectura muchas veces se enseña la diferenciación entre la z y la s, de la ll y la y, y aunque no exista en ningún dialecto del español, de la b y la v.[cita requerida]

### El habla popular
Los rasgos de la clase popular son los siguientes
(Ejemplos: Estándar > Forma popular dominicana, ">" se lee "cambia a", "<" se lee "procede de")
- Desaparición de la -s, -z o -x que va al final de una sílaba (a diferencia de Puerto Rico, donde son aspirados). Este rasgo es compartido por el andaluz oriental.

Ejemplos: constante → contante; luz > [lu]; castigo > [ka(h)ˈtiɣ̞o]; los chistes > [loˈʧite]; expresidente > e(p)presidente.
- Desaparición de r final en sílaba tónica:

Ejemplos: ver → ve; raspar → rapá; cumplir → cumplí; limpiar → limpiá; comprar → comprá; ponérselo → ponéselo.
- Contracción del pretérito perfecto simple en tercera persona tras pronombre personal átono:

Ejemplo: me dijeron → me dijén; la dejaron → la deján; te dieron → te dien; le hincharon → le hinchán.
- Simplicación de grupos consonánticos de la x [ks] en s [s]:

excelente → eselente; exactamente → esatamente; sexo → seso/selso.
- Desaparición de consonantes intercaladas:

Exactamente > Esatamente
Ejemplos: Egipto → Egito; construcción → contrución.
- Diptongación de e frente a otra vocal en diptongos:

Ejemplo: mareando > mariando
- Apofonía de la o en u (cuando la siguiente sílaba lleva i):

Ejemplos: Macorís → Macurís (o 'Macurí'); bohío → buhío.
- Contracción de grupos vocálicos en diptongos, notablemente en el diptongo "eu":

Ejemplos: Europa → Uropa; eucalipto → ucalito (u 'ocalito'); voy a caminar → vua caminá.
- Aspiración de la 'h', aunque este rasgo se encuentra en retroceso:

Ejemplos: halar → jalar; vaho → vajo; harto → jarto; hicotea → jicotea.
- Diptongos reforzados con una velar:

Ejemplos: hueso → güeso; hueco → güeco; huevo → güevo.
- Contracción de palabras, notablemente cuando terminan en 'ado', 'ada':

Ejemplos: todo → to, nada → na; estar → ta; está → ta; para → pa; regalado → regalao; fiado → fiao; condenada → condená; ripiado → ripiao; jabado → jabao.
- Lambdacismo (cambiar sonidos a 'l'; ejemplo: gobernador → gobernadol) y rotacismo (cambiar sonidos a 'r'; ejemplo: el niño → er niño), más frecuentes en la clase popular que en la culta.
- Empleo de 'para' en lugar de 'hacia':

Ejemplo: Voy hacia Santiago → Voy para Santiago.

## Fonética
- Como la mayoría de los otros dialectos españoles, el español dominicano presenta yeísmo: los sonidos representados por "ll" (la palatal lateral /ʎ/) e "y" (históricamente la palatal aproximante /ʝ/ ) se han fusionado en uno. Este fonema combinado generalmente se pronuncia como [ʝ] o [dʒ]. Es decir, en República Dominicana (como en la mayor parte de América Latina y España), "se cayó" es homófono de "se calló".

- El español dominicano tiene seseo (no hay distinción entre /θ/ y /s/), es decir, caza es homófono de casa. El seseo es común a casi toda Hispanoamérica, las Islas Canarias y el sur de España.

- La contracción fuerte en el habla cotidiana es común, como en voy a en "vuá" o "voá" , o ¿para adónde vas? en "¿p'ónde va'?". Otro ejemplo: "David 'tá 'co'ta'o" , de David está acostado (David está acostado / David está durmiendo), aunque la pérdida de vocales es normal en la mayoría de los dialectos españoles, cf. estándar peninsular David est'acostado, normalmente pronunciado con una sola [a].

- La fricativa /s/ tiende a desaparecer o convertirse en una [h] sorda o una fricativa glótica sonora [ɦ], esta última ante consonantes sonoras, al final de sílaba. El cambio puede realizarse solo a nivel de palabra o también puede cruzar los límites de la palabra. Es decir, las mesas son blancas las mesas son blancas se pronuncia [laɦ ˈmesah som ˈblaŋkah] (o [laɦ ˈmesa som ˈblaŋkah] , con [s] desgeminada), pero la -/s/ final en las se puede silabificar con la palabra siguiente si empieza con vocal y mantenerse como [s] (por ejemplo las águilas azules [laˈsaɣilasaˈsulɛh]) o convertirse en [h] (varía según el hablante). La aspiración o desaparición de /s/ final de sílaba es común en gran parte de Hispanoamérica, las Islas Canarias y el sur de España. La [s] final de sílaba se reduce con menos frecuencia en el habla formal, como las transmisiones de televisión.
- Ejemplo 1: Decir lo niño o los niño, en lugar de los niños
- Ejemplo 2: Decir lluvia ailada o lluvias ailada, en lugar de lluvias aisladas

- La /s/ inicial de sílaba también se puede aspirar ocasionalmente en las zonas rurales de El Cibao. Esto ocurre con mayor frecuencia en el pronombre reflexivo se y en sí.

- En algunas áreas, los hablantes tienden a eliminar el sonido final de la -r en los infinitivos verbales. La elisión se considera una característica de los hablantes sin educación en algunos lugares, pero está muy extendida en otros, al menos en el habla rápida. La -r final de sílaba tiende a cambiarse en muchas palabras por un sonido [i] en el norte del Cibao y en la provincia de El Seibo y por una [l] en el oriente y en la capital (Santo Domingo): el verbo correr se pronuncia "correi" y "correl" respectivamente, y perdón se convierte en peidón y peldón. La -/l/ final también se fusiona con -/i̯/ en El Cibao y El Seibo. Esta sustitución con la [i] está delicadamente (casi muda) presente en el español andaluz, y también el uso de la [l] es prototípico, y más marcado, en español puertorriqueño. Se cree que es de origen andaluz.

- La "d" es muda en la terminación de palabra común -ado. Por ejemplo, las palabras casado y lado se pronuncian como "casao" y "lao" en español dominicano.

- En algunas partes del país, -el al final de una palabra se pronuncia como "err". Por ejemplo, Miguel puede pronunciarse como "Miguer" en español dominicano, una característica compartida con el español de Andalucía y en contraste con el español de Puerto Rico, donde ocurre lo contrario, por ejemplo, pronunciar el nombre Arturo como "Alturo".

- La /-n/ final de palabra generalmente se velariza al final de una frase o antes de otra palabra que comienza en una vocal. La /n/ final también puede ser velarizada internamente. [aclaración requerida] En la zona rural de El Cibao, la /-n/ final también se puede elidir por completo, por lo general nasalizando la vocal anterior, pero ocasionalmente se puede eliminar por completo sin rastro de nasalización. Esa elisión total es más común entre los niños.

- La vibrante múltiple alveolar /r/ e incluso la vibrante simple /ɾ/ pueden ser reemplazadas por una vibrante múltiple uvular entre algunos hablantes rurales de El Cibao.

- En las zonas rurales de El Cibao, las vocales átonas finales a menudo se reducen en intensidad y longitud, y la /o/ postónica se puede elevar a [u], por lo que gallo se puede pronunciar como gayu". En oyó, tercera persona singular del pretérito de oír, los cibaeños rurales a menudo también elevan la /o/ inicial a [u] : /uˈʝo/.

Otras diferencias con el español estándar incluyen la adición errónea de la [s], lo que compensa en exceso el hábito de omitirla.
Ejemplo 1:
estándar: administraciones públicas
vernáculo: "aminitracione pública"
hipercorregido: "asministracione púsblica"
Ejemplo 2:
estándar: jaguar [jaguar]
vernáculo: jagual / jaguai
hipercorregido: jaguar
La forma hipercorregida a menudo es parte de un modo de hablar descaradamente sarcástico, comúnmente usado para bromear en lugar del habla cotidiana. A menudo se le llama hablar fisno 'hablar finamente', con una "s" extra en fino. Entre los niños rurales de El Cibao, la inserción de [s] sigue siendo común, lo que pone en duda su condición de hipercorrección, ya que estos niños tienen poca exposición a las formas estándar del habla. Internamente a la palabra, la inserción de [s] es más común antes de las consonantes oclusivas sordas, especialmente /t/, y casi nunca ocurre antes de las nasales. Los residentes rurales de El Cibao frecuentemente insertan una [s] después de las palabras de función, como en "des todo" por de todo. Por lo general, esto ocurre antes de las consonantes oclusivas, pero ocasionalmente puede estar antes de las vocales, como en "des animales" por de animales. Algunos hablantes también usan la inserción de [s] final como marcador de límite prosódico.
También hay hipercorrecciones de la fusión de -/r/ y -/l/ en -/i̯/. Por ejemplo, Haití puede pronunciarse "Artís". 

### Ultracorrecciones
La ultracorrección es un fenómeno empleado por la clase popular aunque también por nuevos ricos, que al tratar de pronunciar una palabra de manera correcta o aceptada y/o de evitar el uso de una palabra porque se considera incorrecta, se crean fenómenos como los siguientes:
- Se trata de reponer eses suprimidas en finales de sílabas y se cometen errores como la mocas o lo niños, en lugar de las moscas y los niños, respectivamente. Y a veces hay palabras que obtienen una 's' adicional, cambutera: cambustera, refitolero: refistolero, nítido: nístido, jaguar: jasguar, etcétera.
- Supresión de la 'j', por temor al aire campesino del habla en la que se mantiene la h aspirada: beúco por 'bejuco', coín por 'cojín', huntar por 'juntar'.
- En el cibao, donde la 'l' y la 'r' finales de sílaba se vocalizan en 'i', se reacciona en forma hiperculta convirtiendo en 'r' la 'i' de los diptongos descendientes: naide: narde, Seibo: Serbo, soy: sor, cárcel: cárcer.
- Falsa reposición de la 'd' intervocálica: bacalado, crujida.
- Cambiar con 'a' u 'o' a los géneros de los sustantivos: el analfabeto: el analfabeta, la presidente: la presidenta, el policía: el policío, etcétera.
- Alargamiento de verbos: concienciar: concientizar, influir: influenciar, etc.

### Morfología dominicana
La morfología dominicana es otro elemento del dialecto que demuestra la identidad propia de este país caribeño. Los elementos fundamentales de la morfología castellana (pluralidad en –s, género en –o y –a, etcétera) todavía se mantienen en su mayor parte y forman el núcleo y el estándar de la mayor parte de la lengua, pero hay diferencias bien marcadas. Mucho de esto tiene que ver con los temas ya discutidos de las variaciones lingüísticas que corresponden a la situación social de cada hablante. Los fenómenos de ultracorrección y el préstamo léxico ocurren a través de estas divisiones sociales y causan que muchas variedades morfológicas existan y diversifiquen el habla dominicana. Las fuentes de los préstamos son principalmente el idioma inglés y el francés. Ejemplos de estas características morfológicas incluyen:
- Ultracorrección de número (resulta de la crítica sobre la pérdida de la s final)
- plural irregular en -ses (en palabras agudas): sofáses, piéses, haitíses (formas estándar sofás, piés, ....
- El uso de formas antiguas en la jerga campesina.
- El uso de interjecciones distintas:
- ¡ayay! ¡Guay! ¡sió! (para ahuyentar aves) ¡zape gato! (para ahuyentar a un gato), eufemísticos como ¡caramba!, ¡contra! Y verbales como ¡anda! ¡Anda la porra! ¡Anda pal carajo! ¡Anda la mieida! ¡Ete buen mieida! ¡Te jodite! ¡No joda ombe! ¡No me meta cuento!.
- Las adaptaciones morfo-fonológicas de préstamos, por ejemplo:
- Jonrón (< ing. homerun), greifrú (< ing. Grapefruit), crinchís (< ing. cream cheese 'queso cremoso') y chisquéi (< ing. cheesecake 'pastel de queso'), champú (< ing. shampoo 'jabón líquido'), Conflé (< ing. Corn Flakes 'copos de maíz'), Guachimán (< ing. Watchman 'vigilante'), Cachú (< ing. Ketchup).

### Semántica dominicana
La semántica dominicana representa la sociedad y la cultura de la isla. Los dominicanos siempre han tenido un ambiente que refleja cambio constante. Características bien típicas del dialecto dominicano incluyen cambios en el significado de las palabras de la lengua y muchas veces estas variaciones tienen que ver con el contexto en que se usan en la República Dominicana.
Ejemplos de formas que toman nuevos significados:
1. Andana: diente que sale sobre otro
2. Angurria: mezquindad, o egoísmo
3. Calzada: acera
4. Gas (lámpara de~): petróleo de lámpara
5. Jeepeta: vehículo deportivo utilitario.
6. Jamoneta: jamón york

Ejemplos de la extensión de significación, a veces metafórica:
1. aflojar: dar
2. arrollar: atropellar
3. atracar: asaltar
4. bolo: sin cola
5. cacaítos: bombones de chocolate
6. carpeta (dar carpeta o ser carpetoso): molestar.
7. desgaritarse: irse
8. tíguere: cualquier individuo (en algunos casos es peyorativo)

Ejemplos de expresiones de origen marino, con su significado propio o con significado nuevo:
1. amarrar: que quiere decir atar
2. apearse: desmontarse
3. apear: quitar o cortar
4. aportar: presentarse
5. atrincar: apretarse
6. boyar: flotar
7. crujía: como pasar trabajos
8. encaramar, guindar, enganchar: colgar
9. encaramarse, gindarse, engancharse: subirse
10. gaviar: trepar
11. picotiar: romper en trozos o hablar mucho
12. desbaratar: romper completamente
13. loco: interjección usada con amigos

### Sintaxis dominicana
La sintaxis del variante dominicano existe como una mezcla de elementos diferentes. La sintaxis del español dominicano tiene mucha influencia africana, especialmente de las lenguas mandé. Las características distintas de su sintaxis incluyen:
- En las oraciones interrogativas en español estándar usualmente hay un movimiento Qu-, por el cual el verbo pasa a estar antes del sujeto; sin embargo en español dominicano no pasa tal cosa:
¿cómo tú tá? en vez de ¿cómo estás (tú)?
¿qué tú crees? (pronunciado [ke tu krɛ:]) en vez de ¿qué crees (tú)?
¿cómo tú te llama? en vez de ¿cómo te llamas (tú)?
- El cambio de categoría sintáctica
- El uso de clíticos y otros artículos de maneras diferentes
- Colocación del artículo antes del nombre propio
La Juana, el Enrique, la María, etcétera
- El uso de ello como sujeto impersonal y papel expletivo
- Para llamar la atención se suele emplear Pero ven acá.

Otra peculiaridad del Español Dominicano en la región Ozama, es la Aspiración de la /s/ luego de una vocal, esta peculiaridad se manifiesta cuando la letra “s” suena como “ts”.
Ejemplo:
“Anoche tuve el tsueño más bonito”
“El tsueldo mío no da para nada”
“Anoche yo etsaba/ettaba cansado”

## Vocabulario
Como en todos los dialectos, el español dominicano tiene numerosas diferencias de vocabulario con respecto a otras formas de la lengua. La Academia Dominicana de la Lengua publicó en noviembre de 2013 un diccionario de términos dominicanos (Diccionario del español dominicano) que contiene cerca de once mil palabras y frases propias del dialecto dominicano. A continuación algunos ejemplos: 
| Español dominicano | Español estándar                                                                      |
| cuarto (un arcaísmo del español que también significa «cámara» o «recámara»)                                                       | habitación                                                                            |
| Jerga dominicana: tató (forma reducida de «está todo (bien)»)                                                                      | bien; vale                                                                            |
| guapo/-a | agresivo/-a or enojado/-a                                                             |
| ponerse guapo | enojarse, enfadarse                                                                   |
| chinola | maracuyá                                                                              |
| lechosa (también usado en Venezuela)                                                                                               | papaya                                                                                |
| yautía | malanga, ocumo (Venezuela)                                                            |
| cualto (arcaísmo también ocasionalmente utilizado en el español estándar; literalmente significa «(un) cuarto (de)»)               | dinero                                                                                |
| chin / chinchín (de origen taíno)                                                                                                  | un poco                                                                               |
| guagua (también usado en Cuba, Puerto Rico y las Islas Canarias)                                                                   | autobús                                                                               |
| motoconcho | mototaxi                                                                              |
| pasola (término genérico derivado de una marca comercial)                                                                          | ciclomotor                                                                            |
| yipeta (término genérico derivado de una marca comercial)                                                                          | (vehículo) todoterreno                                                                |
| conuco (de origen taíno taíno), finca (finca es también comúnmente usado en América Central)                                       | granja; siembra; (campo de) cultivo                                                   |
| colmado (este es un arcaísmo raramente utilizado en español) y bodega                                                              | tienda de ultramarinos; kiosco (España); pulpería (Centroamérica), abasto (Venezuela) |
| cachú | kétchup                                                                               |
| jamoneta | jamón de York (jamón en algunos países)                                               |
| zafacón (posiblemente una deconstrucción del anglicismo «safety can»)                                                              | bote de basura                                                                        |
| mata | árbol                                                                                 |
| conflé (posiblemente una deconstrucción del anglicismo «corn flakes»)                                                              | cereal                                                                                |
| Pampel (también usado en Puerto Rico, Cuba y América Central. Se cree que es un término genérico derivado de una marca comercial.) | pañal desechable                                                                      |
| Vaporú (término genérico derivado de una marca comercial)                                                                          | crema mentolada                                                                       |
| hablar mentiras | mentir, decir mentiras                                                                |
| ¡Estás de castigo! | ¡Estás castigado/a!                                                                   |
| cuero (término malsonante en República Dominicana)                                                                                 | prostituta                                                                            |

Una expresión de argot ligeramente peyorativa también común en la mayor parte de la cuenca del Caribe es «vaina». Los significados castellanos son «vaina», «concha», «carcasa de concha» y «casco (de una planta)». Desciende de la palabra latina «vāgīna», que significaba «vaina». 
En la República Dominicana «vaina» es principalmente una cosa, un asunto, o simplemente «cosas». Por ejemplo, ¿Qué vaina es esa? significa ¿Qué cosa es esa?, «¿Qué es esa cosa?».[cita requerida]
Anglicismos— debido a la influencia cultural y comercial de los Estados Unidos y la Las ocupaciones estadounidenses de la República Dominicana durante 1916-1924 y 1965-1966, son extremadamente comunes en el español dominicano, más que en cualquier otra variante española, excepto la puertorriqueña y tal vez el norte de México. Un buen ejemplo de esto es «vaguada», que es una corrupción del anglicismo bad weather («mal tiempo»), aunque en el español dominicano el término ha llegado a significar tormenta o aguacero torrencial, en lugar de un lugar de clima desagradable. De ahí una expresión dominicana común: «Viene una vaguada», «aquí viene una vaguada», o "aquí viene una tormenta". Otro excelente ejemplo de esto es «boche», una corrupción del inglés bull shit, aunque en el español dominicano el término ha llegado a significar una reprimenda, fulminación o arenga en términos generales. De ahí una expresión común dominicana: «Me echaron un boche», «me tirán un boche», o «me reprendieron». Además, está la palabra española dominicana para vehículo utilitario deportivo, «yipeta», «jeepeta», o raramente «gipeta». Este término es una corrupción del «Jeep» estadounidense, que fue el principal modo de transporte para los soldados en todo el país durante la ocupación en la década de 1960. Las placas de matrícula dominicanas para SUV están marcadas con una «G» para «gipeta», una variante de, y se pronuncian como, «yipeta», antes de su número de serie. La palabra «tichel», de «camiseta», también se refiere a una camiseta de rugby, camiseta de fútbol de la asociación o camiseta interior, y de manera similar, «hojuelas de maíz» y su variante «confléi» puede referirse a cualquier cereal de desayuno, en español dominicano, ya sea maíz inflado, copos de salvado o trigo inflado. El préstamo «polo shirt» se pronuncia con frecuencia poloché.[cita requerida]
Otro fenómeno relacionado con los anglicismos es el uso de nombres de marca como nombres comunes para ciertos objetos. Por ejemplo, « Gillette» y su derivado yilé se refieren a cualquier maquinilla de afeitar, y aunque el machete se conoce como machete, siendo esta originalmente una palabra española, a veces se le conoce como un «colín», derivado de «Collins & Co.», nombre de un antiguo fabricante de herramientas Connecticut.[cita requerida]

### Vocabulario dominicano
A continuación se presentan diferentes palabras de vocabulario para demostrar las similitudes entre los dialectos de la República Dominicana y otros países del Caribe, incluidos Puerto Rico, Cuba, Colombia, Venezuela y Panamá. También se incluyen los dialectos de Andalucía y las Islas Canarias, dos regiones de España que han sido muy influyentes en los dialectos de estos países.
| República Dominicana                              | Puerto Rico               | Cuba                    | España (Islas Canarias)      | España (Andalucía)           | Venezuela                       | Colombia                | Panamá                                     |
| ------------------------------------------------- | ------------------------- | ----------------------- | ---------------------------- | ---------------------------- | ------------------------------- | ----------------------- | ------------------------------------------ |
| apartamento                                       | apartamento               | apartamento             | piso                         | piso                         | apartamento                     | apartamento             | apartamento                                |
| guineo                                            | guineo                    | plátano                 | plátano                      | plátano                      | cambur                          | banano                  | guineo                                     |
| habichuela                                        | habichuela                | frijol                  | judía                        | habichuela                   | caraota                         | frijol                  | frijol                                     |
| carro                                             | carro                     | carro                   | coche                        | coche                        | carro                           | carro                   | carro                                      |
| celular                                           | celular                   | celular                 | móvil                        | móvil                        | celular                         | celular                 | celular                                    |
| niño / chico / carajito / chamaquito / muchachito | niño / chico / chamaquito | niño / chico / chiquito | niño / chico / crío / chaval | niño / chico / crío / chavea | niño / chico / chamo / carajito | niño / chico / pelao    | niño / chico / chiquillo / pelaíto / pelao |
| percha                                            | gancho                    | perchero                | percha                       | percha                       | gancho                          | gancho                  | gancho                                     |
| computadora                                       | computadora               | computadora             | ordenador                    | ordenador                    | computadora                     | computador              | computadora                                |
| Maíz                                              | mazorca                   | mazorca                 | piña de millo                | mazorca                      | jojoto                          | choclo                  | mazorca                                    |
| vainita                                           | habichuela tierna         | habichuela              | habichuela                   | judía verde                  | vainita                         | habichuela              | habichuela                                 |
| dinero/cuarto                                     | dinero/chavo              | dinero/baro             | dinero/pasta                 | dinero/pasta                 | dinero/plata/real               | dinero/plata            | dinero/plata                               |
| naranja/china                                     | china                     | naranja                 | naranja                      | naranja                      | naranja                         | naranja                 | naranja                                    |
| lechosa                                           | papaya/lechosa            | fruta bomba             | papaya                       | papaya                       | lechosa                         | papaya                  | papaya                                     |
| maní                                              | maní                      | maní                    | maníes                       | cacahuete                    | maní                            | maní                    | maní                                       |
| palomitas de maíz/cocaleca                        | popcorn                   | rositas de maíz         | palomitas                    | palomitas                    | cotufas                         | crispetas/ maíz pira    | popcorn/millo                              |
| sello                                             | sello                     | sello                   | sello                        | sello                        | estampilla                      | estampilla              | estampilla                                 |
| papa                                              | papa                      | papa                    | papa                         | papa                         | papa                            | papa                    | papa                                       |
| media                                             | media                     | media                   | calcetín                     | calcetín                     | media                           | media                   | media                                      |
| refresco                                          | refresco                  | refresco                | refresco                     | refresco                     | refresco                        | gaseosa                 | soda                                       |
| batata                                            | batata                    | boniato                 | batata                       | batata                       | batata/chaco (Oriente)          | batata                  | camote/papa dulce                          |
| guagua                                            | guagua                    | guagua                  | guagua                       | autobús                      | autobús                         | autobús                 | bus                                        |
| sandía                                            | melón de agua             | melón de agua           | sandía                       | sandía                       | patilla                         | sandía                  | sandía                                     |
| chinola                                           | parcha                    | maracuyá                | maracuyá                     | maracuyá                     | parchita                        | maracuyá                | maracuyá                                   |
| cachú                                             | kétchup                   | catchup                 | kétchup                      | kétchup                      | salsa de tomate                 | kétchup/salsa de tomate | kétchup                                    |
| yautía                                            | malanga                   | malanga                 | (no se conoce)               | (no se conoce)               | ocumo/ocumo blanco              | mafafa                  | malanga                                    |
| yautía coco                                       | yautía                    | yautía                  | (no se conoce)               | (no se conoce)               | ocumo chino                     | papa china              | otoe                                       |
| fullín                                            | trasero                   | fundillo                |                              |                              | rabo                            | cola                    | cola/trasero                               |